# Inferuncus
Inferuncus is een geslacht van vlinders van de familie vedermotten (Pterophoridae).

## Soorten
- I. infesta (Meyrick, 1934)
- I. interpres (Meyrick, 1922)
- I. nigreus Gibeaux, 1994
- I. stoltzei (Gielis, 1990)
- I. strictiformis (Meyrick, 1932)
- I. toxochorda (Meyrick, 1934)